# Wilnecote
Wilnecote är en stadsdel i Tamworth, i distriktet Tamworth, i grevskapet Staffordshire i England. Wilnecote var en civil parish 1866–1894 när blev den en del av Wilnecote and Castle Liberty. Civil parish hade 2 351 invånare år 1891.